# Klima Neuseelands

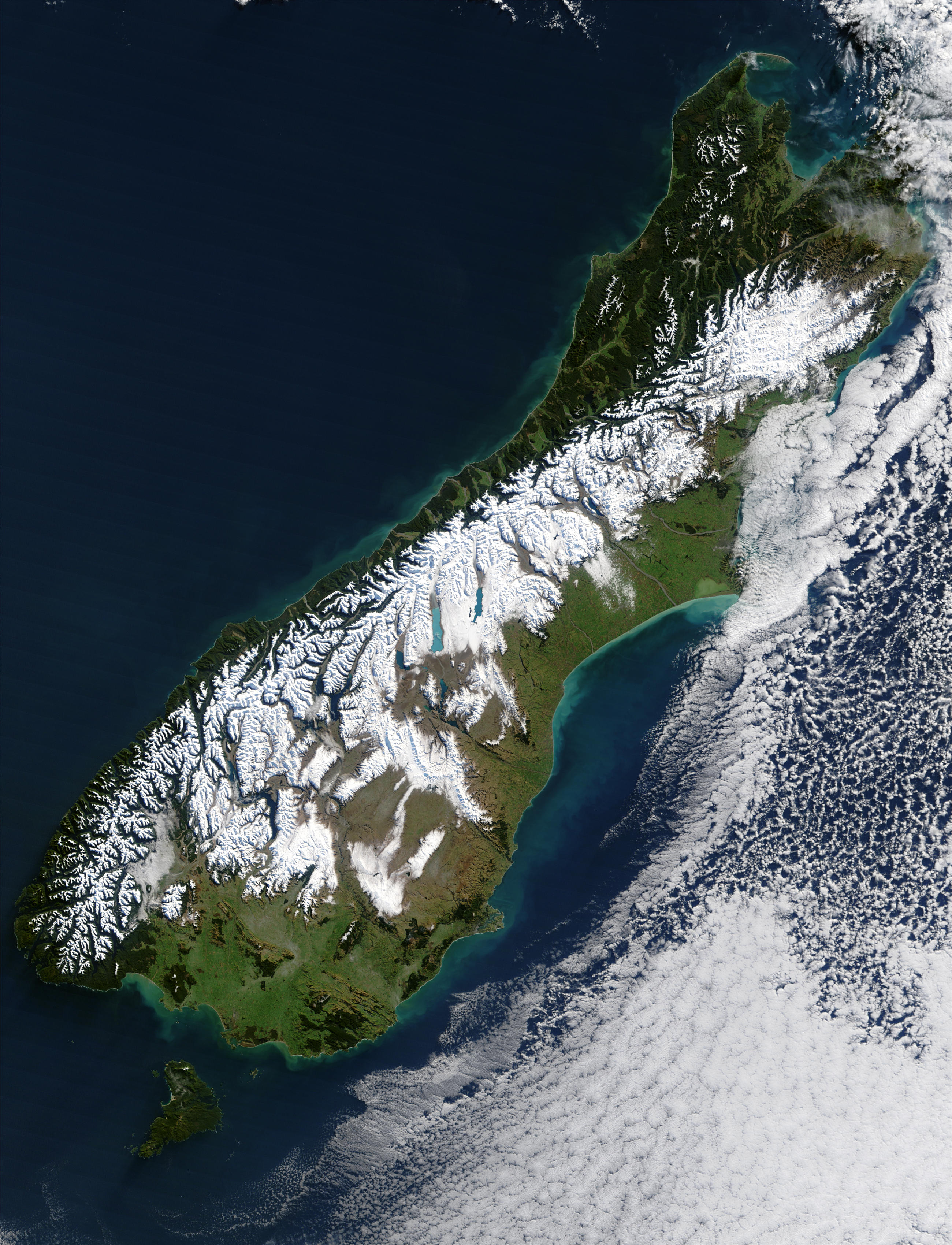
Satellitenfoto der Südinsel nach einem Blizzard im Juli 2003

Das Klima Neuseelands ist maritim geprägt und liegt in den subtropischen und gemäßigten Breiten der Südhalbkugel, womit das relativ milde Klima der Inseln von Neuseeland begründet werden kann.

## Klimabeschreibung
Die klimatischen Bedingungen Neuseelands werden durch verschiedene Faktoren geprägt. Der Inselcharakter, da umgeben von ausgedehnten Meeresflächen, sorgt für ein maritimes Grundklima mit einem relativ geringen Unterschied zwischen Winter und Sommer und im Durchschnitt eher hohen Niederschlagsmengen. Der gebirgige Charakter des Landes ermöglicht in den Tälern und Becken (z. B. Queenstown, Mackenzie-Becken und des Central Otago District und Leelagen der Ostküste) durchaus ein kontinental geprägtes Regionalklima mit viel Sonnenschein, geringeren Niederschlägen und großen Temperaturunterschieden zwischen Tag und Nacht. Auch hat die relative Nähe zum großen Kältereservoir der Antarktis mit ihren ganzjährig auftretenden ausgeprägten Kältevorstößen von Süden aus großen Einfluss auf das Klima, vor allem auf der Südinsel. Auf ihrem Weg über das Meer erwärmt sich die Kaltluft zwar rasch, sorgt aber dennoch für z. T. sehr kühle Nachttemperaturen. So kann es sich abseits der Küste vielerorts auch im Sommer vorübergehend auf 5 °C in der Nacht abkühlen. Insbesondere vom Südteil der Südinsel wird immer wieder von kurzzeitigen sommerlichen Schneefällen in Lagen bis unter 1000 m berichtet. Dadurch sind die Temperaturunterschiede zwischen kalten und warmen Tagen eines Monats oft größer als jene zwischen Winter und Sommer.
Neuseeland liegt insgesamt in der Westwindzone und wird daher im Winter und Sommer von Südwesten her immer wieder von Tiefdruckgebieten überquert, die häufig auch mit starken Winden oder sogar Stürmen einhergehen (Roaring Forties). Dennoch gibt es auch immer wieder längere Perioden mit Einfluss stabiler Hochdruckgebiete, die zum Teil für wochenlange Trockenheit sorgen können. Der Unterschied zwischen Winter und Sommer ist nicht so grundlegend wie z. B. in Mitteleuropa, jedoch ist die Tiefdruckaktivität im Südwinter und Südfrühling generell höher, während im Südsommer und Südherbst die stabilen Hochdruckgebiete überwiegen und für ruhige Wetterbedingungen sorgen. Sommerliche Tiefdruckgebiete sind zwar weniger häufig, können aber, da sie auch langsamer ziehen, für sehr intensive Regenfälle sorgen, insbesondere wenn sie mit Nordwinden Luftmassen vom tropischen Meer anzapfen und anschließend in Neuseeland auf Gebirgsbarrieren treffen. So kam es im Dezember 2011 in der Region Tasman zu katastrophalen Regenfluten, die an einigen Orten binnen weniger Tage über 1000 mm Niederschlag verursachten – mehr als der mittlere Jahresniederschlag in Deutschland. Alle paar Jahre kommt es ganz im Norden und Nordosten der Nordinsel im Sommer auch zu Einfällen sich auflösender tropischer Stürme, die in der Regel keine extremen Windstärken mehr verursachen, wohl aber ergiebige Regenfälle mit sich bringen.

## Nördliche Klimaregion
Kaitaia, Whangārei, Auckland und Tauranga.

Mittlere Jahrestemperaturen von Neuseeland von 1870 bis 2008

Die nördlichen Teile der Nordinsel sind von einem mehr subtropischen Klima geprägt, mit warmen feuchten Sommern und milden Wintern. In der leicht hügeligen Landschaft der nördlichen Regionen kommt es durch die starken ozeanischen Einflüsse im Winter nur selten zu Temperaturen unter dem Gefrierpunkt oder zu Schneefällen. Viele Insel- und Küstenlagen sind sogar gänzlich frost- und schneefrei und ermöglichen den Anbau von subtropischen Kulturpflanzen wie Bananen oder Avocados. Die Tageshöchsttemperaturen im Sommer liegen in der Regel zwischen 22 °C und 26 °C, selten aber über 30 °C. Im Winter pendeln sie sich zwischen 12 °C und 17 °C ein.
Die Sonnenscheindauer liegt über das Jahr hinweg gemessen bei durchschnittlich 2000 Stunden, wogegen die Region um Tauranga sogar um die 2200 Sonnenstunden aufweisen kann. Die Winde kommen bevorzugt aus südwestlicher Richtung und bringen Regen sowie unstetes Wetter. Seewinde aus nördlicher Richtung bringen Warmluft mit sich. Im Sommer und im Herbst können die Ausläufer tropischer Stürme von Osten oder Nordosten kommend zu hohen Windgeschwindigkeiten und heftigen Regenfällen führen.

## Zentraler Teil der Nordinsel
Hamilton, Taupō und Rotorua.
Diese Gebiete liegen nach Süden und Osten hin durch zum Teile sehr hohe Berge geschützt, wie den bis zu knapp 2800 m hohen Mount Ruapehu, Mount Tongariro und Mount Ngauruhoe im Süden und den langgezogenen Gebirgsketten der Raukumara Range im Osten. Deshalb sind stärkere Winde von Südwesten oder Osten hier eher selten. Die Sommer sind im Inland eher trocken und warm, die Wetterlagen häufiger stabil. 21 °C bis 26 °C, selten 30 °C, können im Sommer gemessen werden. Im Winter liegen die Temperaturen zwischen 10 °C und 14 °C, Frost hingegen tritt selten auf, ist aber bei klarem Wetter und Windflauten möglich. Generell gilt das Winterwetter aber als unbeständig. Die Sonnenscheindauer liegen zwischen 2000 und 2100 Stunden pro Jahr. Der Wind kommt zumeist aus Südwest, wobei die Gegend um Taupō und Rotorua eigene lokale Winde im Sommer durch den Lake Taupō und den kleineren nordöstlich liegenden Seen vorweisen kann.

## Südwestliche Klimaregion der Nordinsel
New Plymouth, Wanganui, Palmerston North und Wellington.

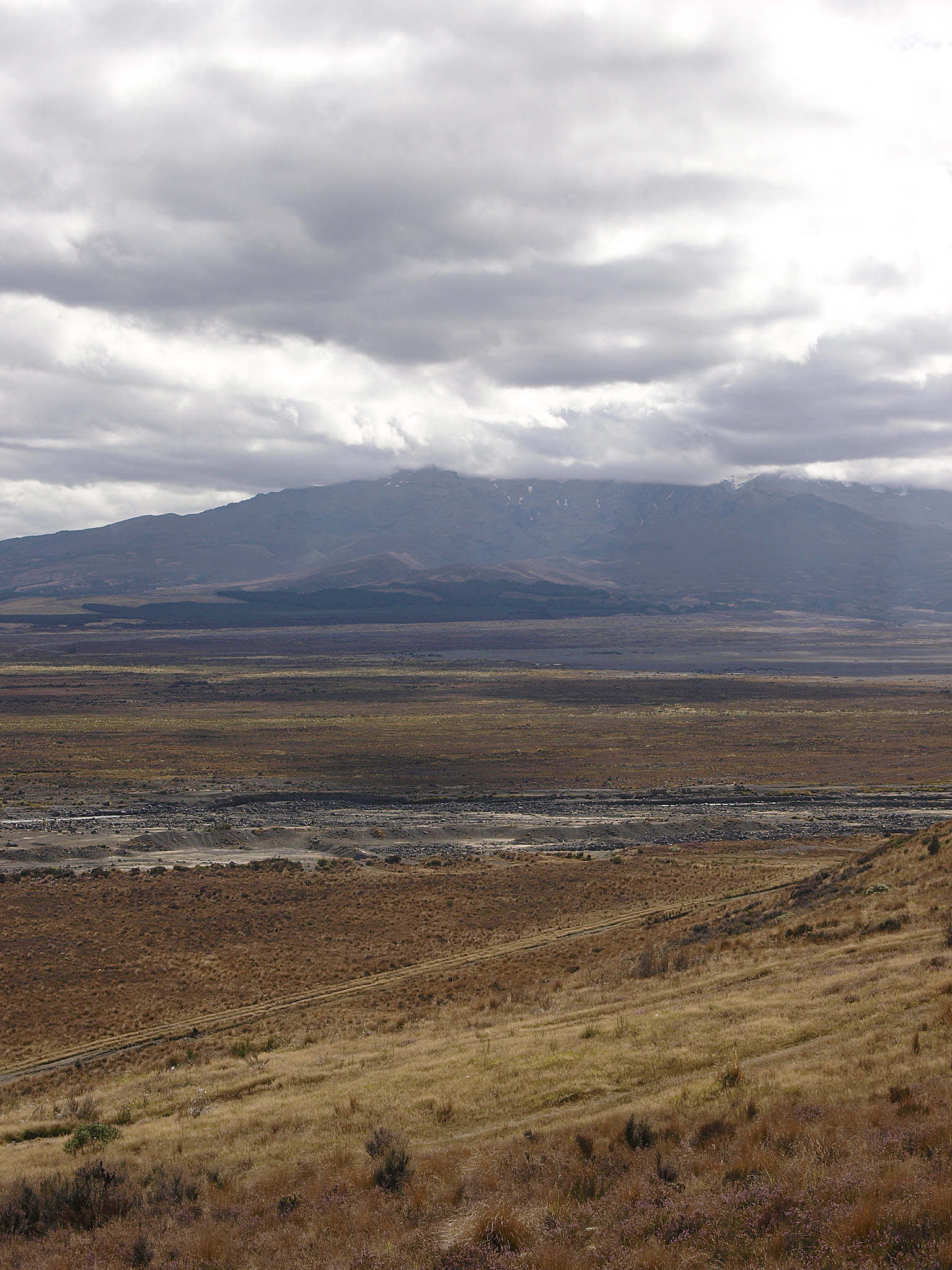
Rangipo Desert mit Mount Ruapehu im Hintergrund

Durch die Winde der Tasmansee beeinflusst, gilt diese Region als sehr windig. Typisch hierfür ist die als Windy City bekannte Hauptstadt von Neuseeland, Wellington. Hier dringen die von Südwesten herkommende Winde über die Berge als Fallwinde in die Stadt ein und sorgen so für Turbulenzen und zum Teil kräftige Windböen. Das ruhigste Wetter ist in der Region im Sommer und im Frühherbst anzutreffen. Die Sommer sind mit 19 °C bis 24 °C, selten 30 °C, warm. Die Tageshöchsttemperaturen im Winter liegen zwischen 10 °C und 14 °C, wobei die Küstenregion eher mildes Wetter und nach Palmerston North und Wellington hin eher kühler sind. Die durchschnittlichen Sonnenstunden pro Jahr belaufen sich auf rund 2000. Zum Landesinneren hin ist es etwas bewölkter.
Die wüstenhaft erscheinende Region Rangipo Desert im Umkreis des Vulkans Ruapehu weist geringere Niederschläge auf als andere Regionen. Deshalb und aufgrund der Höhenlage und des rauen und windreichen Klima mit häufigen Nachtfrösten, konnten sich dort keine fruchtbaren Böden entwickeln. Die Vegetation ist entsprechend spärlich.

## Östliche Klimaregion der Nordinsel
Gisborne, Napier und Masterton.
Die Ostküste ist mit der sonnigste Teil der Nordinsel. Geschützt durch die westlich liegenden Berge und Bergketten der Ruahine Range, Kaweka Range und Raukumara Range und häufigeren Föhnwetterlagen kann die Ostküste auf rund 2200 Sonnenstunden pro Jahr verweisen. Die Tageshöchsttemperaturen im Sommer erzielen zwischen 20 °C und 28 °C, öfters aber auch über 30 °C. Auch 39 °C wurden schon gemessen. Die Winter sind mild bei Tageshöchsttemperaturen zwischen 10 °C und 16 °C. Gegenüber den vorherrschenden Westwinden bringen die Seewinden im Sommer warmes Wetter und bei Schlechtwetterlagen heftige Regenfälle von Osten oder Südosten kommend.
Aufgrund des milden und im Sommern warmen Klimas gelten die Regionen um die Städte Gisborne und Napier auch als eine der Hauptanbauregionen für Südfrüchte, wie Orangen, Tangelos, Kiwis oder Avocados.

## Nördliche Klimaregion der Südinsel
Nelson und Blenheim.
Geschützt durch Berge im Westen, Süden und in Teilen auch im Osten gilt die Klimaregion von Marlborough und Nelson mit rund 2400 Sonnenstunden im Jahr als die sonnigste des ganzen Landes und stellen damit klimatisch das Gegenteil des Südens dar. Warme und trockene Sommer mit Tageshöchsttemperaturen zwischen 20 °C und 26 °C sind dort anzutreffen. Im Winter liegen diese bei 10 °C bis 15 °C. Die Region um Nelson bekommt den Wind bevorzugt von Nordnordost, gilt aber als die windärmste Stadt Neuseelands. Die Region um Blenheim weiter östlich bekommt den Wind von Südwesten, wie die meisten Regionen im Land. Zum Ende des Winters und zum Anfang des Frühjahrs werden die Wetterbedingungen unbeständig, wobei aber die Regenmengen sich über das Jahr fast gleichmäßig verteilen.
Da die besonders regenintensiven Wetterlagen mit Nordwinden von Norden kommend an den Nordhängen der Gebirge stauen und sich dort abregnen und es zugleich über das Jahr hin nicht an Sonne mangelt, ist diese Region klimatisch gesehen besonders günstig für den Weinanbau.

## Westliche Klimaregion der Südinsel
Westport, Hokitika und Milford Sound/Piopiotahi.

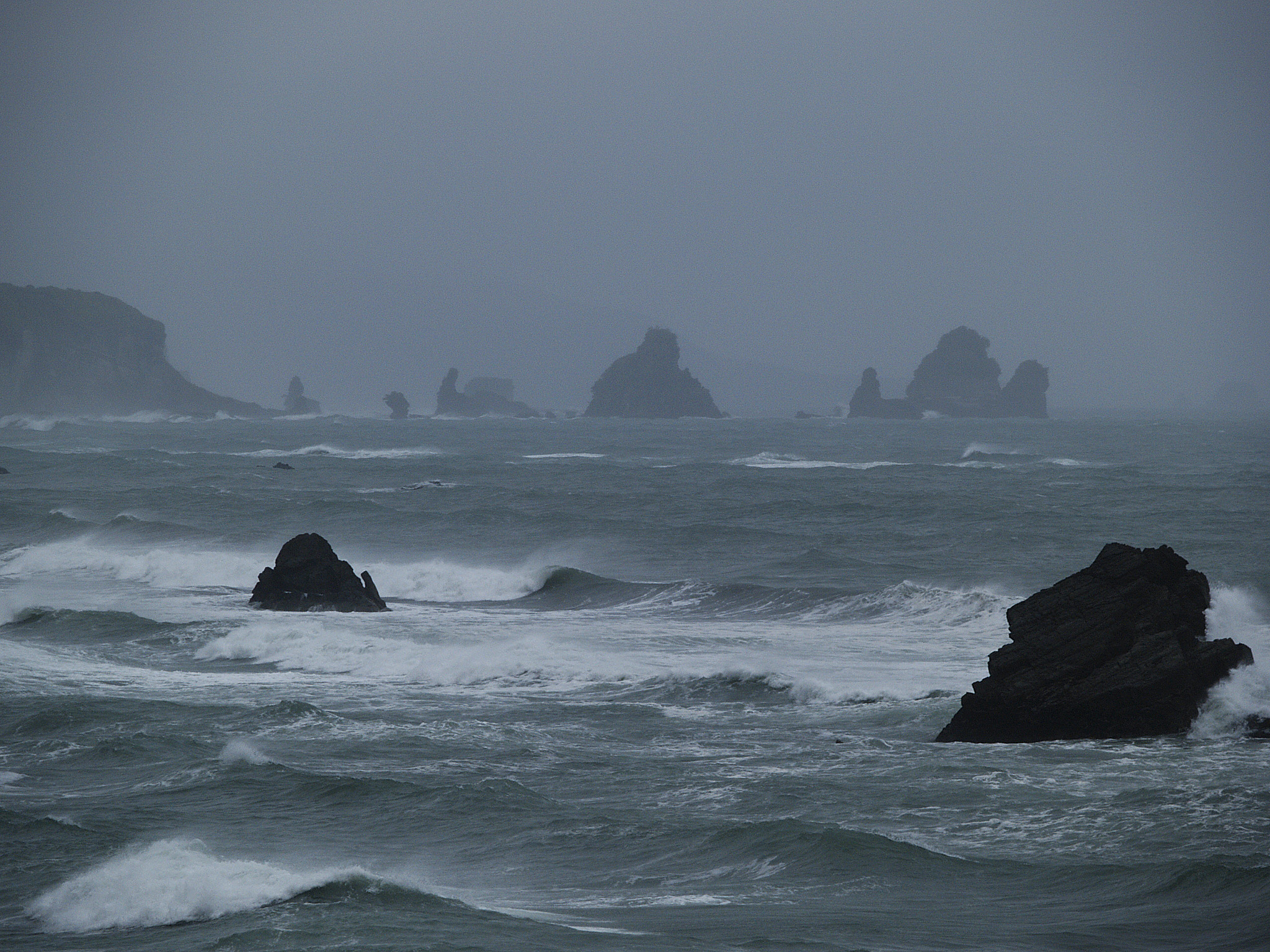
Stürmische See an der West Coast, 15 km nördlich von Greymouth

Auf der Südinsel unterscheidet sich das Klima der Westküste markant von dem der Ostküste, da die Gebirgskette der Neuseeländischen Alpen als Hindernis für die vorherrschenden Westwinde wirkt und so östliche Landesteile verschont. So treffen die Tiefdruckgebiete von der Tasmansee kommend praktisch ungehindert auf die steilen Hänge der Westküste und regnen sich dort aus. Dadurch gehören die Jahresniederschlagswerte mit bis zu 6750 mm (Milford Sound/Piopiotahi) zu den höchsten der Welt. Trotzdem finden sich relativ regenarme Zeiten im Spätsommer und über den Winter. Die Tageshöchsttemperaturen liegen im Sommer bei 17 °C bis 22 °C, selten 25 °C, im Winter bei 10 °C bis 14 °C. Die Bevorzugte Windrichtung kommt im Südwesten aus ebendieser Richtung und je weiter man an der Küste nach Norden geht, kommt der Wind vermehrt aus Nordwest bis hin nach Westport und Hokitika auch Nordnordost. Die regenreichsten Winde kommen aus Nordwesten auf die Küste zu.
Besonders wolken- und regenreich ist das nahezu unbesiedelte Fiordland im Südwesten der Südinsel, da der Einfluss der subtropischen Hochdruckgebiete nur selten bis dorthin reicht. Mit um die 1800 Sonnenstunden im Jahr gehört aber die Region nicht zu den sonnenärmsten des Landes.

## Östliche Klimaregion der Südinsel
Kaikoura, Christchurch und Timaru.
Der mittlere östliche Teil der Südinsel wird geschützt durch die westlich liegenden Neuseeländischen Alpen. Als Folge dieser Lage fallen erheblich weniger Niederschläge mit zuweilen längeren Trockenperioden im Sommer. Die Tageshöchsttemperaturen liegen an Sommertagen in der Regel zwischen 18 °C und 26 °C, manchmal auch extrem über 30 °C, so wurden in Christchurch mit 42 °C die höchsten Temperatur gemessen, die Neuseeland jemals hatte. Die Winter sind kalt und können frostig werden. So liegen die höchsten Tagestemperaturen in dieser Zeit zwischen 7 °C und 14 °C. Während der Wind über das Jahr bevorzugt von Nordosten kommt, schwenkt er im Winter auf Südwest.

## Inländische Klimaregion der Südinsel
Lake Tekapo, Queenstown, Alexandra und Manapouri.

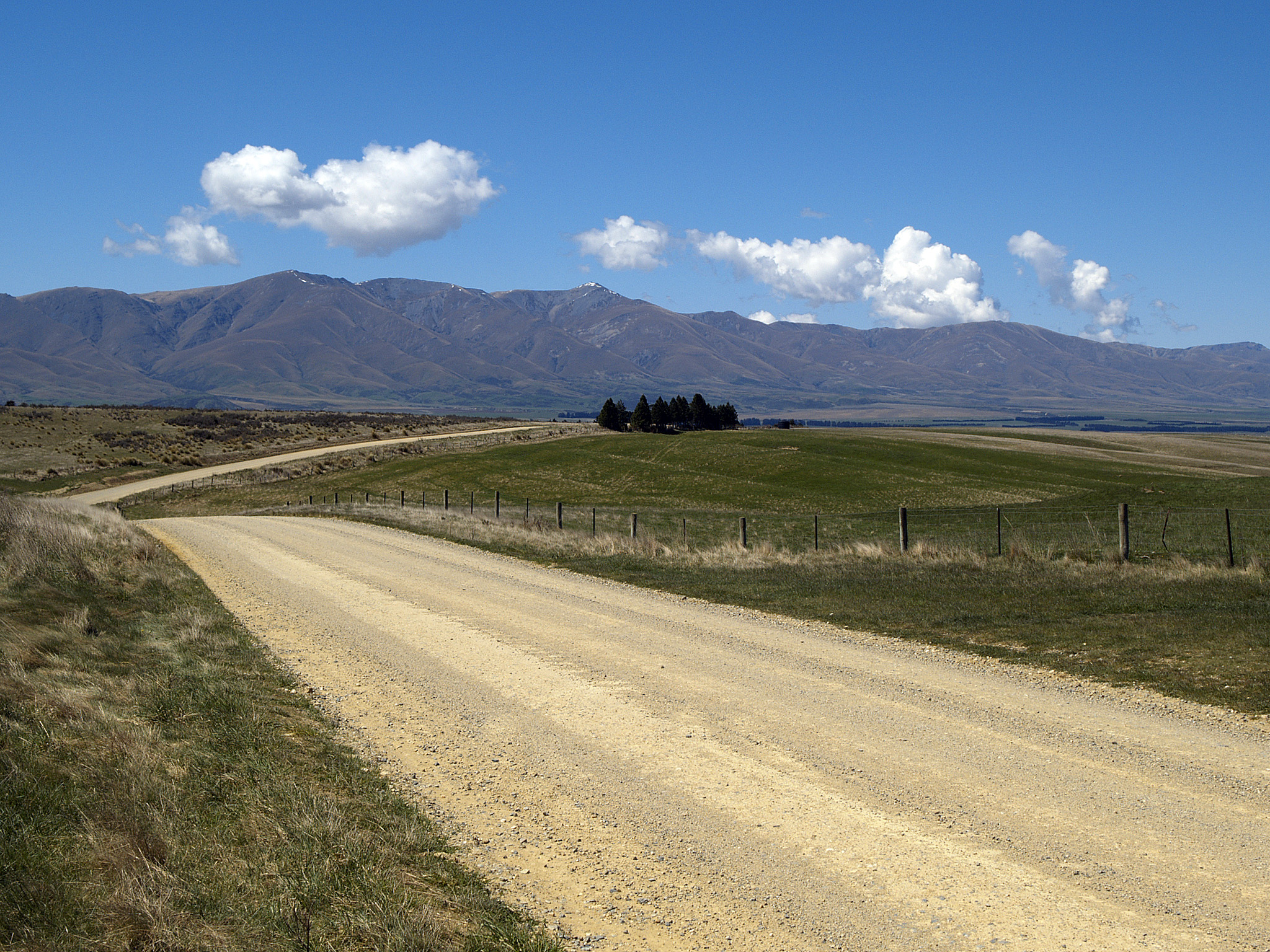
Kakanui Mountains, Otago, nahe Naseby

Der mittlere Teil der Südinsel, auch als Inland bezeichnet, hängt klimatisch sehr von den hier sehr hohen und breiten Gebirgsketten der Neuseeländischen Alpen ab. Da die Regenwolken sich an den Westhängen der Alpen abregnen, bleibt für den östlichen Teil nicht mehr viel übrig. So ist das Binnenland östlich der Alpen von einem eher kontinental geprägten Klima beherrscht. Bezeichnend hierfür ist das Klima des Hochlandes von Otago, im Sommer warm und trocken und im Winter kalt, häufig mit einschneidenden Frost und Schneefall. Alexandra, im Herzen von Otago liegend, gilt mit 360 mm Niederschlag pro Jahr als der regenärmste Ort des Landes. Die höchsten Tagestemperaturen im Sommer liegen zwischen 20 °C und 26 °C, manchmal auf 30 °C ansteigend. Die typischen Wintertemperaturen liegen je nach Lage zwischen 3 °C und 11 °C. Die Winde sind topologieabhängig, kommen, wenn sie am stärksten wehen, oft aus Nordwest. Die Sonnenscheindauer ist je nach Lage auch höchst unterschiedlich. Während Manapouri es auf geschätzte 1700 Stunden bringt, liegen die Sonnenstunden in der Region um Queenstown bei rund 1900 in der Region um Alexandra bei rund 2000 und am Lake Tekapo sogar bei rund 2200.

## Südliche Klimaregion der Südinsel
Dunedin und Invercargill.
Der größte Teil dieser Klimaregion ist dem bevorzugt aus Süd oder Südwesten kommenden Seewind ausgeliefert. Die Winde, wenn sie dann aus großen Tiefdruckgebieten kommen, greifen auf die Kältereservoirs der Antarktis zu und bringen so mit ihren Kältevorstößen strenge Fröste im Winter oder extrem niedrige Temperaturen im Sommer. Besonders die Region Southland mit Invercargill als größter Stadt ist den kalten Vorstößen aus dem Süden gänzlich ungeschützt ausgeliefert. So kann es auch im Sommer vorübergehend so kühl werden, dass mit Schneefällen bis unter 1000 m gerechnet werden kann. Winde aus Nordwesten hingegen wärmen die Regionen wieder auf. Typische Tageshöchsttemperaturen liegen im Sommer zwischen 16 °C und 23 °C, selten mal 30 °C. Im Winter schaffen es die Temperaturen oft nicht über 8 °C bis 12 °C hinaus. Die Regionen um Invercargill und Dunedin sind mit rund 1600 Sonnenstunden im Jahr die Gegenden mit der geringsten Sonnenscheindauer im Land.

## Klimatische Extreme in Neuseeland
- Am 17. Juli 1903 wurde in Ranfurly in Central Otago mit −25,6 °C die tiefste Temperatur gemessen, die jemals in Neuseeland dokumentiert wurde.[10]
- Dagegen wurde am 7. Februar 1973 in Rangiora, 25 km nördlich von Christchurch liegend,  mit 42,4 °C die höchste jemals gemessene Temperatur nachgewiesen.[10]
- Die höchste Windgeschwindigkeit über Land wurde am 18. April 1970 von dem Mt John University Observatory auf dem Mount John mit rund 250 km/h gemessen.[11]
- In Wellington sollen 1959 und 1962 jeweils Windgeschwindigkeiten von 248 km/h gemessen worden sein.[12]
- Der höchste Niederschlag in 10 Minuten wurde am 17. April 1948 in Tauranga gemessen, als 34 mm Niederschlag fiel.[13]
- In Leigh wurde am 30. Mai 2001 in einer Stunde 109 mm Niederschlag gemessen.[13]
- Am 21. Januar 1994 fiel am Colliers Creek in 24 Stunden 682 mm Regen.[13]
- Auf ein Jahr gerechnet (365 Tage) hält den Niederschlagsrekord die Gegend um den Cropp River, ein Nebenfluss des Whitcombe Rivers, der in den Hokitika River mündet, wo vom 29. Oktober 1997 bis zum 28. Oktober 1998 18.442 mm Niederschlag fiel.[13]
- In Alexandra in Otago fielen vom November 1963 an innerhalb von 12 Monaten lediglich 167 mm Niederschlag.[13]
- Die längste Regenperiode dauerte in Wai-iti in Marlborough vom 8. Februar 1939 bis zum 19. April 1939, also ganze 71 Tage.[13]
- Der Ort mit der längsten Sonnenscheindauer ist die Region um Nelson. Im Mittel können dort rund 2400 Sonnenstunden erwartet werden. In einem Jahr sollen es sogar über 3000 gewesen sein.[14]

## Klimatabelle

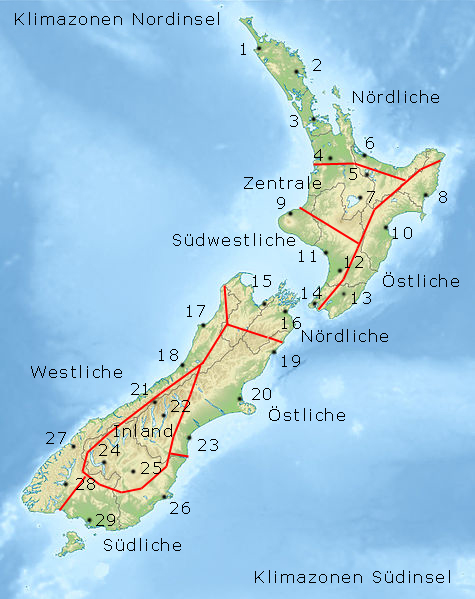
Neuseelandkarte zur nebenstehenden Tabelle und mit Klimaregionen zum Artikel

| Pos | Ort                      | Region            | Nieder- schlag mm / Jahr | Regen- tage / Jahr | Sonnen- stunden / Jahr | Temp. / mittel | Temp. / höchst | Temp. / tiefst |
| --- | ------------------------ | ----------------- | ------------------------ | ------------------ | ---------------------- | -------------- | -------------- | -------------- |
| 1   | Kaitaia                  | Northland         | 1334                     | 134                | 2070                   | 15,7           | 30,2           | 0,9            |
| 2   | Whangārei                | Northland         | 1490                     | 132                | 1973                   | 15,5           | 30,8           | -0,1           |
| 3   | Auckland                 | Auckland Council  | 1240                     | 137                | 2060                   | 15,1           | 30,5           | -2,5           |
| 4   | Hamilton                 | Waikato           | 1190                     | 129                | 2009                   | 13,7           | 34,7           | -9,9           |
| 5   | Taupō                    | Waikato           | 1102                     | 116                | 1965                   | 11,9           | 33,0           | -6,3           |
| 6   | Tauranga                 | Bay of Plenty     | 1198                     | 111                | 2260                   | 14,5           | 33,7           | -5,3           |
| 7   | Rotorua                  | Bay of Plenty     | 1401                     | 117                | 2117                   | 12,8           | 31,5           | -5,2           |
| 8   | Gisborne                 | Gisborne          | 1051                     | 110                | 2180                   | 14,3           | 38,1           | -5,3           |
| 9   | New Plymouth             | Taranaki          | 1432                     | 138                | 2182                   | 13,7           | 30,3           | -2,4           |
| 10  | Napier                   | Hawke’s Bay       | 803                      | 91                 | 2188                   | 14,5           | 35,8           | -3,9           |
| 11  | Wanganui                 | Manawatu-Wanganui | 882                      | 115                | 2043                   | 14,0           | 32,3           | -2,3           |
| 12  | Palmerston North         | Manawatu-Wanganui | 967                      | 121                | 1733                   | 13,3           | 33,0           | -6,0           |
| 13  | Masterton                | Wellington        | 979                      | 130                | 1915                   | 12,7           | 35,2           | -6,9           |
| 14  | Wellington               | Wellington        | 1249                     | 123                | 2065                   | 12,8           | 31,1           | -1,9           |
| 15  | Nelson                   | Nelson            | 970                      | 94                 | 2405                   | 12,6           | 36,3           | -6,6           |
| 16  | Blenheim                 | Marlborough       | 655                      | 76                 | 2409                   | 12,9           | 36,0           | -8,8           |
| 17  | Westport                 | West Coast        | 2274                     | 169                | 1838                   | 12,6           | 28,6           | -3,5           |
| 18  | Hokitika                 | West Coast        | 2875                     | 171                | 1860                   | 11,7           | 30,0           | -3,4           |
| 19  | Kaikoura                 | Canterbury        | 844                      | 86                 | 2090                   | 12,4           | 33,3           | -0,6           |
| 20  | Christchurch             | Canterbury        | 648                      | 85                 | 2100                   | 12,1           | 41,6           | -7,1           |
| 21  | Aoraki/Mount Cook        | Canterbury        | 4293                     | 161                | 1532                   | 8,8            | 32,4           | -12,8          |
| 22  | Lake Tekapo              | Canterbury        | 600                      | 78                 | 2180                   | 8,8            | 33,3           | -15,6          |
| 23  | Timaru                   | Canterbury        | 573                      | 81                 | 1826                   | 11,2           | 37,2           | -6,8           |
| 24  | Queenstown               | Otago             | 913                      | 100                | 1921                   | 10,7           | 34,1           | -8,4           |
| 25  | Alexandra                | Otago             | 360                      | 66                 | 2025                   | 10,8           | 37,2           | -11,7          |
| 26  | Dunedin                  | Otago             | 812                      | 124                | 1585                   | 11,0           | 35,7           | -8,0           |
| 27  | Milford Sound/Piopiotahi | Southland         | 6749                     | 186                | 1800*1                 | 10,3           | 28,3           | -5,0           |
| 28  | Manapouri                | Southland         | 1164                     | 129                | 1700*1                 | 9,3            | 32,0           | -8,1           |
| 29  | Invercargill             | Southland         | 1112                     | 158                | 1614                   | 9,9            | 32,2           | -9,0           |
| 30  | Chatham Islands          | Chatham Islands   | 855                      | 133                | 1415                   | 11,4           | 28,5           | -2,3           |

Quelle: National Institute of Water and Atmospheric Research (NIWA), Daten der Jahre 1971–2000.

Anmerkung:*1 geschätzte Werte